# Eva Nadia González
Eva Nadia González (2 de setembro de 1987) é uma futebolista argentina que atua como defensora.

## Carreira
Eva Nadia González integrou o elenco da Seleção Argentina de Futebol Feminino, nas Olimpíadas de 2008, sendo a capitã da equipe.